# Піша
Пі́ша (рос. Пешая) — присілок у складі Земетчинського району Пензенської області, Росія.
Населення — 49 осіб (2010; 105 у 2002).
Національний склад станом на 2002 рік:
- росіяни — 99 %